# トラムリンクCR4000形電車
クロイドン・トラムリンクCR4000形電車(クロイドン・トラムリンクCR4000がたでんしゃ)は、2000年に営業運転を開始したロンドン交通局のLRT車両である。

## 概要
1998年から2000年にかけて24両がバウツェンで製造され、ウィーンで最終組立が行われ、トラムリンクの各路線で運行されている。現在、23編成がテラピア・レーン車両基地に在籍している。
ボンバルディア・トランスポーテーションのフレキシティ・スウィフト(低床タイプ)を採用した。ケルン・シュタットバーンのK4000形をベースとしている。

### 車体
76%低床の部分低床構造で、3車体3台車の連接車となっている。車体はアルミニウム合金製で、上部と下部に裾絞りがある。ドアはプラグドアである。
登場当時は赤色/白色/灰色の塗装だったが、更新工事でライムグリーン/白色/青の塗装に変更された。

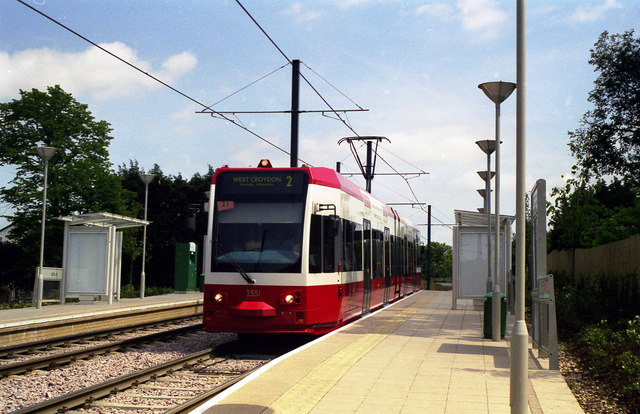
旧塗装時代(サンディランズ駅にて)

### 車内
内材は白を基調としている。座席はモザイク柄のセミクロスシートで、車椅子スペースが設けられている。また、車内案内表示機やドアチャイムを装備している。

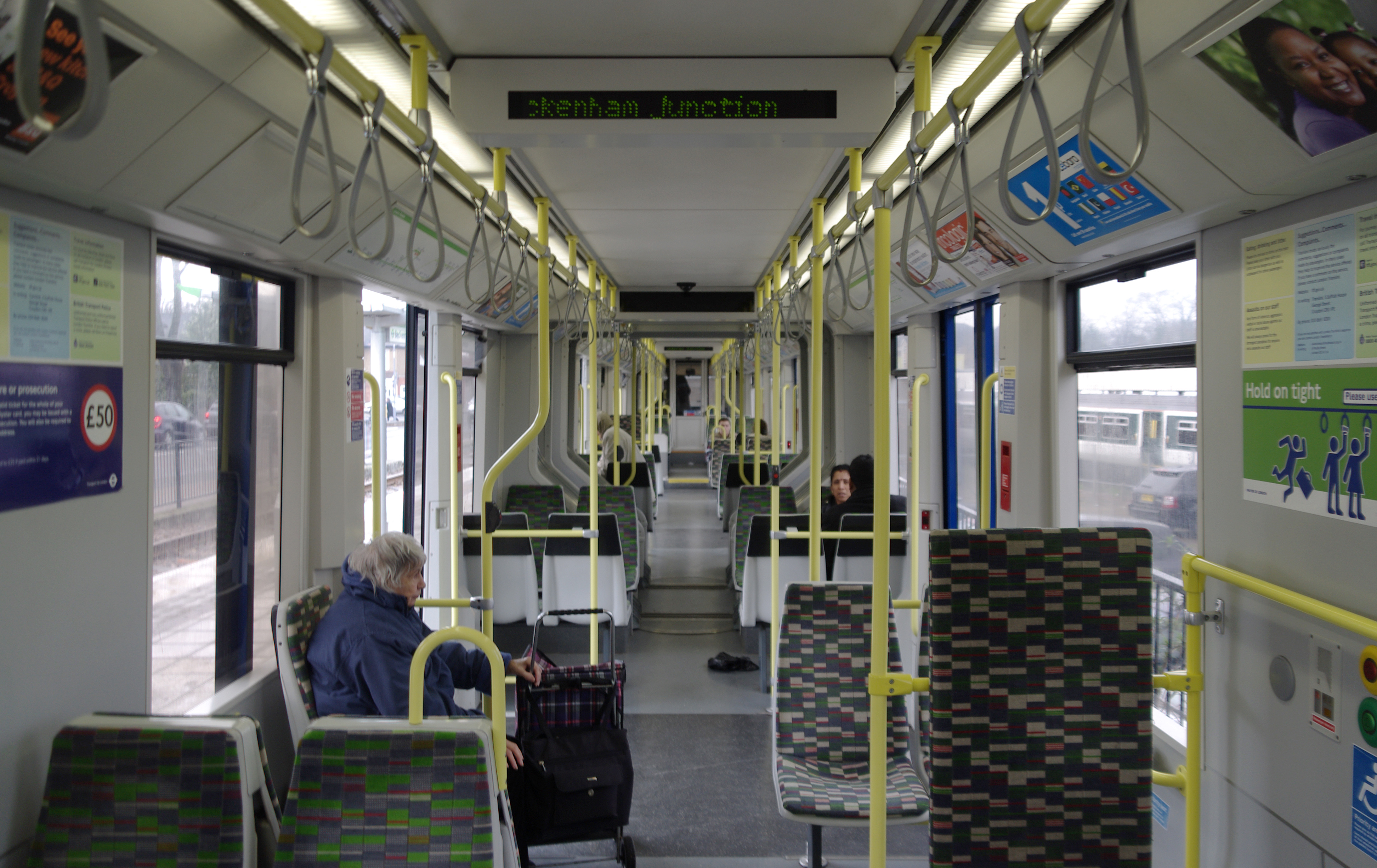
車内の様子

### 走行機器
制御装置は、キーペ・エレクトリック製GTO-VVVFインバータ制御である。主電動機はアルストム製の全閉自己通風式のかご形三相誘導電動機を採用。駆動方式はリンク式駆動方式で、動力は歯車と弾性継手を介して伝達される。

## 更新
2008年から2009年にかけて全車両を対象に更新工事が行われた。更新内容は以下の通りである。
- 塗装変更[1]
- 車内更新(床材の掃除、手すりの塗り替えなど)[3]
- 前照灯のLED化(一部車両を除く)

## 事故
2016年11月9日、サンディランズ駅付近の急カーブで脱線し、転覆した。7人死亡、16人重傷、58人が負傷した。急カーブでの制限速度は20km/hだが、事故当時は73km/hで走行していた。
窓ガラスが破損したため、鉄道事故調査部門（RAIB）は、CR4000形に搭載されている窓ガラスの種類を調査した。レールレギュレーションオフィス（ORR）は、脱線した車両の窓ガラスが安全性に適合していたかどうかについてコメントすることを拒否し、「RAIBの調査のためにそうすることができなかった」と主張した。ボンバルディア・トランスポーテーションは、この脱線で死亡の原因と思われる窓ガラスの種類に関する情報の要求に応答しなかった。

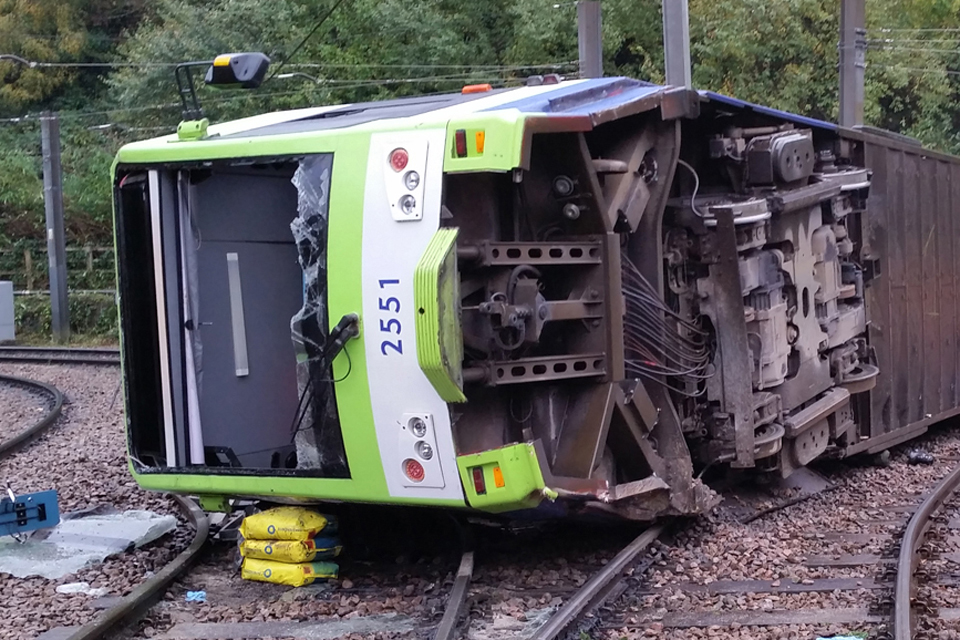
転覆した車両